# Mirage (musikalbum av Fleetwood Mac)
Mirage är ett musikalbum av Fleetwood Mac, lanserat 1982 på Warner Bros. Records. Albumet spelades in på godset Château d'Hérouville i närheten av Paris 1981-1982. Från albumet släpptes flera singlar, där "Hold Me" och "Oh Diane" blev de största hitlåtarna. Skivan var betydligt mindre experimentell än deras förra, dubbelalbumet Tusk.

## Låtlista
(kompositör inom parentes)
1. "Love in Store" (Christine McVie, Jim Recor) - 3:14
2. "Can't Go Back" (Lindsey Buckingham) - 2:42
3. "That's Alright" (Stevie Nicks) - 3:09
4. "Book of Love" (Buckingham, Richard Dashut) - 3:21
5. "Gypsy" (Nicks) - 4:24
6. "Only Over You" (C. McVie) - 4:08
7. "Empire State" (Buckingham, Dashut) - 2:51
8. "Straight Back" (Nicks) - 4:17
9. "Hold Me" (C. McVie, Robbie Patton) - 3:44
10. "Oh Diane" (Buckingham, Dashut) - 2:36
11. "Eyes of the World" (Buckingham) 3:44
12. "Wish You Were Here" (C. McVie, Colin Allen) - 4:45

## Listplaceringar
| Lista (1982)   | Position              |
| -------------- | --------------------- |
| Australien     | 2 (Kent Music Report) |
| Frankrike      | 11                    |
| Island         | 1 (DV Vinsældalisti)  |
| Japan          | 40 (Oricon)           |
| Kanada         | 5 (RPM)               |
| Nederländerna  | 6                     |
| Norge          | 2 (VG-lista)          |
| Nya Zeeland    | 13                    |
| Spanien        | 17                    |
| Storbritannien | 5 (UK Albums Chart)   |
| Sverige        | 10 (Topplistan)       |
| USA            | 1 (Billboard 200)     |
| Västtyskland   | 12                    |